# 绒毛皂柳
绒毛皂柳（学名：Salix wallichiana var. pachyclada）为杨柳科柳属下的一个变种。

## 扩展阅读
- 維基物種上的相關：绒毛皂柳